# Карачиевцы
Карачиевцы (укр. Карачіївці) — село в Виньковецком районе Хмельницкой области Украины.
Население по переписи 2001 года составляло 644 человека. Почтовый индекс — 32534. Телефонный код — 3846. Занимает площадь 2,944 км². Код КОАТУУ — 6820684001.

## Местный совет
32534, Хмельницкая обл., Виньковецкий р-н, с. Карачиевцы